# (3096) Bezruč
(3096) Bezruč (1981 QC1; 1933 QE; 1955 SV; 1968 TN) ist ein ungefähr 17 Kilometer großer Asteroid des mittleren Hauptgürtels, der am 28. August 1981 von der tschechischen (damals: Tschechoslowakei) Astronomin Zdeňka Vávrová am Kleť-Observatorium auf dem Kleť in der Nähe von Český Krumlov in der Tschechischen Republik (IAU-Code 046) entdeckt wurde. Er gehört zur Adeona-Familie, einer Gruppe von Asteroiden, die nach (145) Adeona benannt ist.

## Benennung
(3096) Bezruč wurde nach dem schlesischen Dichter Petr Bezruč (1867–1958) benannt.